# おたまじゃくし銀河
おたまじゃくし銀河(Tadpole Galaxy)は、りゅう座の方角に約4.2億光年離れた位置にある、破壊されつつある棒渦巻銀河である。最も顕著な特徴は、約28万光年の長さの、質量が大きく明るい青い星団からなる長い尾を持つことである。この尾は1億年ごろ前に起こった矮小銀河の融合により生じたと思われている。
小さな銀河が、おたまじゃくし銀河の前を、地球から見て左から右に横切り、相互に重力を及ぼしあって形成されたと考えられている。このすれ違いの間、潮汐力により、銀河の恒星、ガス、塵が引き延ばされ、はっきりとした尾が形成された。横切った銀河自体は、おたまじゃくし銀河の30万光年後ろに位置していると考えられており、左上に腕の一部が見える。おたまじゃくし銀河は、年を経ると尾を失い、尾を形成する星団は、大きな渦巻銀河の伴銀河を形成すると考えられている。